# Raúl Moro
Raúl Moro Prescoli (Abrera, 5 december 2002) is een Spaans voetballer die doorgaans speelt als vleugelspeler. In juli 2025 verruilde hij Real Valladolid voor Ajax.

## Clubcarrière
Moro speelde vanaf zijn twaalfde levensjaar voor Gimnàstic Manresa en was daarna actief in de jeugdopleidingen van de twee profclubs uit Barcelona, eerst bij Espanyol en daarna bij FC Barcelona. In 2019 haalde Lazio de Spanjaard naar Italië. Zijn professionele debuut voor Lazio maakte hij op 20 juli 2020, toen in de Serie A met 2–1 verloren werd van Juventus door twee goals van Cristiano Ronaldo en een van Ciro Immobile. Moro begon op de reservebank en mocht van coach Simone Inzaghi in de slotfase invallen voor Manuel Lazzari. Ook het seizoen erna kwam Moro tot één optreden, waarna de nieuwe coach Maurizio Sarri hem tijdens de jaargang 2021/22 in achttien wedstrijden inzette, verdeeld over drie competities.
Voorafgaand aan het seizoen 2022/23 nam Ternana Moro op huurbasis over van Lazio. Voor die club maakte hij zijn eerste doelpunt als profvoetballer. In januari 2023 besloot Lazio de Spanjaard terug te roepen van zijn verhuurperiode en voor de tweede helft van de jaargang tijdelijk onder te brengen bij Real Oviedo. Voor die club kwam Moro niet tot scoren, in zestien officiële optredens.
De derde club die Moro op huurbasis besloot over te nemen was Real Valladolid, net als Oviedo actief in de Segunda División. Bij de huurovergang werd ook een mogelijke definitieve transfer afgesproken, mocht het Valladolid lukken om naar de Primera División te promoveren. Aan het einde van het seizoen lukte dat en Moro maakte zodoende voor tweeënhalf miljoen euro de overstap naar de Spaanse club, waar hij voor vier jaar tekende. In twee seizoenen Valladolid kwam de vleugelspeler tot zeven goals en elf assists in vijfenzestig officiële optredens.
Ajax trok Moro in juli 2025 aan voor een bedrag van circa elf miljoen euro. De vleugelaanvaller zette in Amsterdam zijn handtekening onder een verbintenis voor de duur van vijf seizoenen.

## Clubstatistieken
| Seizoen | Club              | Competitie       | Competitie | Competitie | Beker | Beker | Internationaal | Internationaal | Totaal | Totaal |
| Seizoen | Club              | Competitie       | Wed.       | Dlp.       | Wed.  | Dlp.  | Wed.           | Dlp.           | Wed.   | Dlp.   |
| ------- | ----------------- | ---------------- | ---------- | ---------- | ----- | ----- | -------------- | -------------- | ------ | ------ |
| 2019/20 | Lazio             | Serie A          | 1          | 0          | 0     | 0     | —              | —              | 1      | 0      |
| 2020/21 | Lazio             | Serie A          | 1          | 0          | 0     | 0     | 0              | 0              | 1      | 0      |
| 2021/22 | Lazio             | Serie A          | 11         | 0          | 2     | 0     | 5              | 0              | 18     | 0      |
| 2022/23 | → Ternana         | Serie B          | 12         | 1          | 0     | 0     | —              | —              | 12     | 1      |
| 2022/23 | → Real Oviedo     | Segunda División | 16         | 0          | 0     | 0     | —              | —              | 16     | 0      |
| 2023/24 | → Real Valladolid | Segunda División | 30         | 2          | 1     | 0     | —              | —              | 31     | 2      |
| 2024/25 | Real Valladolid   | Primera División | 33         | 4          | 1     | 1     | —              | —              | 34     | 5      |
| 2025/26 | Ajax              | Eredivisie       | 0          | 0          | 0     | 0     | 0              | 0              | 0      | 0      |
| Totaal  | Totaal            | Totaal           | 104        | 7          | 4     | 1     | 5              | 0              | 113    | 8      |

Bijgewerkt op 4 augustus 2025.